# Березовський ВТТ Північного Упр. ГУЛЖДС
Березовський ВТТ Північного Управління ГУЛЖДС — підрозділ в системі ГУЛАГ, оперативне керування якого здійснювало Північне управління таборів залізничного будівництва ГУЛЖДС. Організований 06.05.48;
закритий 29.09.48.
Дислокація: Тюменська область, пристань Березів (Березово), пристань Кодинськ (Кондинське) на р. Об.

## Виконувані роботи
- лісозаготівлі для потреб Буд-ва 501 і Буд-ва 503.